# Vochysia expansa
Vochysia expansa är en tvåhjärtbladig växtart som beskrevs av Adolpho Ducke. Vochysia expansa ingår i släktet Vochysia och familjen Vochysiaceae. Inga underarter finns listade i Catalogue of Life.